# How Deep Is Your Love (Sean Paul)
How Deep Is Your Love è un singolo del cantante giamaicano Sean Paul, realizzato insieme alla cantante statunitense Kelly Rowland. Il brano è stato pubblicato nel 2012 ed estratto dall'album Tomahawk Technique.

## Tracce
- Download digitale

1. How Deep Is Your Love (feat. Kelly Rowland) – 3:20